# Діогу Фрейташ ду Амарал
Діо́гу Пі́нту Фре́йташ ду Амара́л (порт. Diogo Pinto de Freitas do Amaral; 21 липня 1941, Повуа-де-Варзін, Португалія — 3 жовтня 2019) — португальський політичний діяч і університетський викладач, один із засновників Соціал-демократичного центру / Народної партії Португалії. Був 10-м прем'єр-міністром Португалії після Революції гвоздик, з 4 грудня 1980 до 9 січня 1981 року.

## Біографія
Його батько, Дуарте Фрейташ ду Амарал (1909—1979), був депутатом від Браги і політиком часів Нової держави.
Випускник юридичного факультету Лісабонського університету (1963), у 1964 році Діогу Фрейташ ду Амарал спеціалізувався на політекономії, і у 1967 році здобув ступінь доктора юридичних наук (загальне право) при тому ж університеті. Був асистентом і викладачем адміністративного права, у 1983 році став завідувачем кафедри. У 1996 році був одним із засновників юридичного факультету Нового університету Лісабона, де викладав до 2007 року.
У 1974 році, кілька місяців після Революції гвоздик, був одним із засновників Соціал-демократичного центру / Народної партії Португалії, ставши його головою до 1982 року і потім був обраний вдруге між 1988 і 1991 роками.
Між 1974 і 1986 роками займався активною політикою, захищаючи християнську демократію. Обирався депутатом Національної Асамблеї між 1975 і 1983, і пізніше між 1992 і 1993 роками.
В кінці 1979 року було створено так званий Демократичний альянс, до якого увійшли члени його партії разом з Соціал-демократичною партією (Франсішку Са Карнейру), монархістами (Гонсалу Рібейру-Теллеш) і деякими позапартійними. Коаліція перемагає на законодавчих виборах того ж року з абсолютною більшістю і 3 січня 1980 року президент Республіки Рамалью Іаніш призначає Са Карнейру главою уряду, а Діогу Фрейташ ду Амарал стає віце прем'єр-міністром. Після загибелі Са Карнейру в авіакатастрофі, Діогу Фрейташ ду Амарал стає тимчасово в. о. прем'єр-міністра Португалії до 9 січня 1981 року, будучи також і міністром закордонних справ у цей період.
Після поразки на президентських виборах 1986 року (див. таблиці нижче), був головою Генеральної Асамблеї ООН у 1995 році (50-а сесія).
В останні роки оголосив себе позапартійним і дещо відсторонився від активної політики. Проте у березні 2005 року був призначений міністром закордонних справ у новоствореному уряді соціаліста Жозе Сократеша, що для багатьох стало несподіваним сюрпризом. Виступав проти полемічного рішення адміністрації Джорджа Буша ввести війська до Іраку. За цю позицію Діогу Фрейташ ду Амарал отримав гостру критику від правоцентристської Соціал-демократичної партії і від правого Соціал-демократичного центру / Народної партії Португалії (засновником і членом якого він був), — двох політичних сил, що були активними прихильниками конфлікту. Склав повноваження міністра у червні 2006 року, за станом здоров'я (офіційна версія).
Написав біографію короля Альфонса І Великого.
22 травня 2007 року дав останню лекцію в великій аудиторії юридичного факультету Нового університету Лісабона, тема якої була «Зміни в адміністративному праві в останні 50 років» (порт. «Alterações do Direito Administrativo nos últimos 50 anos»).
Одружений з Марією Жозе Салгаду Сарменту де Матуш (спеціалізація — філософія), з якою має 4 дітей.

## Президентські вибори1986року
У 1986 році був кандидатом на пост президента Республіки, отримавши крім підтримки своєї партії, ще і підтримку соціал-демократів, зумівши згуртувати праві сили. Був явним фаворитом у першому турі виборів (46,31 %), проте з незначною різницею програв їх в другому турі Маріу Соарешу, представнику соціалістів.

### Перший тур26 січня1986року
| Кандидат                   | Голосів          | %     |
| Діогу Фрейташ ду Амарал    | 2.629.597        | 46,31 |
| Маріу Соареш               | 1.443.683        | 25,43 |
| Салгаду Зенья              | 1.185.867        | 20,88 |
| Марія де Лурдеш Пінтасілгу | 418.961          | 7,38  |
| Анжелу Велозу              | зняв кандидатуру | --    |

### Другий тур16 лютого1986року
| Кандидат                | Голосів   | %     |
| Діогу Фрейташ ду Амарал | 2.872.064 | 48,37 |
| Маріу Соареш            | 3.010.756 | 50,71 |